# Pycnodontidae
Pycnodontidae (лат.) — семейство вымерших лучепёрых рыб из отряда Пикнодонтообразные подкласса новопёрых рыб. Их ископаемые остатки найдены в отложениях с триаса по четвертичный период на территории Евразии, Африки и Северной Америки. Это были активно плавающие плотоядные животные.

## Роды
По данным сайта Paleobiology Database, на февраль 2024 года в семейство включают следующие подсемейства и роды:
- - †Abdobalistum Poyato-Ariza and Wenz, 2002
  - †Acrotemnus Agassiz, 1837
  - †Agoultpycnodus Taverne and Capasso, 2021
  - †Anomoeodus Forir, 1887
  - †Athrodon Sauvage, 1880
  - †Brauccipycnodus Taverne and Capasso, 2021
  - †Callodus Thurmond, 1974
  - †Coccodus Pictet, 1850
  - †Coelodus Haeckel
  - †Costapycnodus Taverne et al., 2019
  - †Flagellipinna Cawley and Kriwet, 2019
  - †Gregoriopycnodus Taverne et al., 2020
  - †Hadrodus Leidy, 1857
  - †Haqelpycnodus Taverne and Capasso, 2018
  - †Iemanja Wenz, 1989
  - †Macromesodon Blake, 1905
  - †Neoproscinetes De Figueiredo and Silva Santos, 1990
  - †Njoerdichthys Cawley et al., 2020
  - †Nonaphalagodus Thurmond, 1974
- †Nursalliinae Blot, 1987
  - †Omphalodus von Meyer, 1847
  - †Polypsephis Hay, 1899
  - †Proscincetes Gistel, 1848
  - †Proscinetes Gistel, 1848
- †Pycnodontinae Agassiz, 1833
  - †Pycnodus Agassiz, 1833
  - †Pycnomicrodon Hay, 1916
  - †Rhinopycnodus Taverne and Capasso, 2013
  - †Sphaerodus Agassiz, 1833
  - †Stemmatodus
  - †Typodus Quenstedt, 1858